# ادوارد سیدن استیکر
ادوارد سیدن استیکر (انگلیسی: Edward Seidensticker؛ ۱۱ فوریه ۱۹۲۱ – ۲۶ اوت ۲۰۰۷ (سن 86)) مترجم ادبیات ژاپن، نویسنده، مؤلف اهل ایالات متحده آمریکا بود.
وی همچنین برندهٔ جوایزی همچون جایزه ملی کتاب شده است.